# Gerald Albright

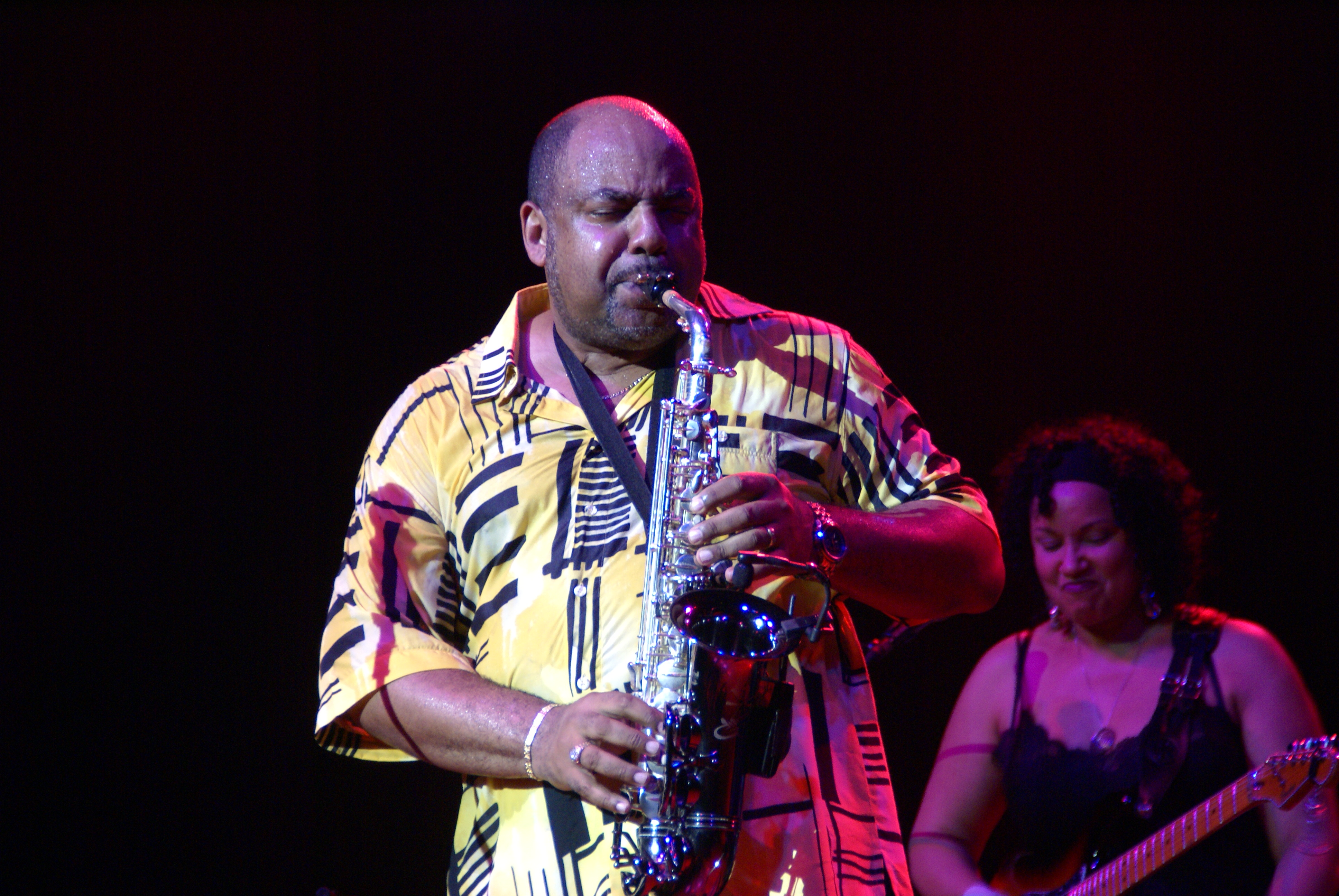
Gerald Albright

Gerald Albright (* 30. August 1957 in Los Angeles) ist ein US-amerikanischer Saxophonist des Crossover und des Smooth Jazz.

## Leben und Wirken
Albright wuchs in South Central Los Angeles auf und erhielt als Kind Klavierunterricht, bevor er zum Saxophon wechselte. Er besuchte die Locke High School und studierte dann an der University of Redlands. In dieser Zeit wurde er zum gesuchten Studiomusiker und Sideman; er spielte Aufnahmen mit Patrice Rushen, Anita Baker, Ray Parker Jr., Lola Folana, Olivia Newton-John und Maurice White ein und tourte mit Les McCann, Rodney Franklin, Jeff Lorber, Teena Marie, Marlene Shaw, Debra und Eloise Laws, Quincy Jones, Whitney Houston, Phil Collins und anderen.
Daneben trat er bei Jazzfestivals auf und war bei den Jazz Explosion Tous an der Seite von Will Downing, Jonathan Butler, Hugh Masekela, Chaka Khan, Rachelle Ferrell und anderen zu hören.
1987 erschien sein erstes eigenes Album Just Between Us bei Atlantic Records, dem weitere Alben auf diesem Label und bei GRP Records folgten. Sein 2004 bei Peak Records erschienenes Album New Beginning wurde für einen Grammy nominiert. Eine weitere Grammy-Nominierung erhielt er 2022 für „Keep Holding On“ in der Kategorie Bestes Improvisiertes Jazz-Solo. Auf seinen Eigenproduktionen ist er auch als Bassgitarrist, Keyboarder, Flötist und Background-Sänger zu hören.
Seine Tochter Selina ist Sängerin und Songwriterin. Im Alter von 16 Jahren begann sie ihre Karriere im Musikgeschäft als Backgroundsängerin auf Gerald Albrights Album Live to Love.

## Diskografische Hinweise
- Just Between Us (1987) mit Patrice Rushen
- Dream Come True (1990) mit Paulinho da Costa, Charles Morris
- Live at Birdland West (1991) mit Leon Ndugu Chancler, Onaje Allan Gumbs, Eddie Harris, Joe Sample
- Smooth (1994) mit Stanley Clarke, Greg Phillinganes, Lee Ritenour
- Giving Myself to You (1995) mit Ray Brown, Leon Ndugu Chancler, Cyrus Chestnut, Stanley Clarke, Paulinho Da Costa, George Duke, Joe Sample
- Live to Love (1997) mit Michael White
- Groovology (2002)
- Kickin' It Up (2006) mit George Duke, Shawn Stockman
- Pushing the Envelope (2010) mit Fred Wesley, Earl Klugh, George Duke
- 24/7 (2012) mit Norman Brown
- Slam Dunk (2014)
- G (2016) mit Michael McDonald